# Seznam nemških hokejistov na ledu
Seznam nemških hokejistov na ledu.

## A
- Konrad Abeltshauser
- Klaus Auhuber

## B
- Michael Bakos
- Rudi Ball
- Alexander Barta
- Jens Baxmann
- Jan Benda
- Ignaz Berndaner
- Danny aus den Birken
- Tino Boos
- Wolfgang Boos
- Sven Butenschön

## D
- Stephan Daschner
- Alexej Dmitriev

## E
- Yasin Ehliz
- Christian Ehrhoff
- Dennis Endras

## F
- Gerrit Fauser
- Sven Felski
- Petr Fical
- Karl Friesen
- Lorenz Funk
- Sebastian Furchner

## G
- Marcel Goc
- Nikolai Goc
- Sascha Goc
- Philip Gogulla
- Thomas Greiss

## H
- Patrick Hager
- Dany Heatley
- Jochen Hecht
- Dieter Hegen
- Alfred Heinrich
- Erich Herker
- Martin Hinterstocker
- Frank Hördler
- Kai Hospelt

## J
- Gustav Jaenecke
- Oliver Jonas
- Alexander Jung

## K
- Dominik Kahun
- Anton Kehle
- Udo Kießling
- Marcus Kink
- Benedikt Kohl
- Lasse Kopitz
- Werner Korff
- Walter Köberle
- Olaf Kölzig
- Ernst Köpf
- Patrick Köppchen
- Nico Krämmer
- Daniel Kreutzer
- Justin Krueger
- Björn Krupp
- Uwe Krupp
- Erich Kühnhackl

## L
- Walter Leinweber
- Eduard Lewandowski

## M
- Brooks Macek
- Tomas Martinec
- Stefan Metz
- Andreas Morczinietz
- Moritz Müller
- Robert Müller

## O
- Thomas Oppenheimer

## P
- Rainer Philipp
- Timo Pielmeier
- Daniel Pietta
- Matthias Plachta
- Nico Pyka

## R
- Brent Raedeke
- Hans Rampf
- Patrick Reimer
- Franz Reindl
- Andreas Renz
- Stephan Retzer
- Denis Reul
- Tobias Rieder
- Erich Römer

## S
- Stefan Schauer
- Alois Schloder
- Martin Schröttle
- Christoph Schubert
- Felix Schütz
- Dennis Seidenberg
- Yannic Seidenberg
- Marquardt Slevogt
- Georg Strobl
- Marco Sturm

## T
- Rudolf Thanner
- Frederik Tiffels
- Walt Tkaczuk

## U
- Christoph Ullmann

## V
- Chris Valentine
- Ferenc Vozar
- Josef Völk

## W
- Erich Weishaupt
- Stephan Wilhelm
- David Wolf
- Michael Wolf

## Z
- Joachim Ziesche